# Alfa Romeo C42
Chronologie des modèles (2022)
Alfa Romeo C41 Alfa Romeo C43
L'Alfa Romeo C42 est la monoplace de Formule 1 conçue par l'écurie suisse Sauber et engagée sous la dénomination Alfa Romeo F1 Team ORLEN dans le cadre de la saison 2022 du championnat du monde de Formule 1. Elle est pilotée par le Chinois Zhou Guanyu et le Finlandais Valtteri Bottas.

## Présentation
Le 15 février 2022, sur le circuit de Fiorano, en Italie, Valtteri Bottas effectue le premier roulage de la monoplace en livrée de camouflage.

## Particularité technique et design
La monoplace dispose d'un arceau de sécurité à lame unique, solution introduite en 2018 qui permet d'améliorer le flux d'air par des entrées placées en retrait de la lame. Cet arceau a été complètement arraché lors de l'accident de Zhou Guanyu lors du Grand Prix de Grande-Bretagne ; le pilote n'en est sorti indemne que grâce au halo.

## Résultats en championnat du monde de Formule 1
| Saison | Écurie                   | Moteur                                    | Pneus   | Pilotes         | Courses | Courses | Courses | Courses | Courses | Courses | Courses | Courses | Courses | Courses | Courses | Courses | Courses | Courses | Courses | Courses | Courses | Courses | Courses | Courses | Courses | Courses | Points inscrits | Classement |
| Saison | Écurie                   | Moteur                                    | Pneus   | Pilotes         | 1       | 2       | 3       | 4       | 5       | 6       | 7       | 8       | 9       | 10      | 11      | 12      | 13      | 14      | 15      | 16      | 17      | 18      | 19      | 20      | 21      | 22      | Points inscrits | Classement |
| ------ | ------------------------ | ----------------------------------------- | ------- | --------------- | ------- | ------- | ------- | ------- | ------- | ------- | ------- | ------- | ------- | ------- | ------- | ------- | ------- | ------- | ------- | ------- | ------- | ------- | ------- | ------- | ------- | ------- | --------------- | ---------- |
| 2022   | Alfa Romeo F1 Team ORLEN | Ferrari V6 turbo hybride Tipo 066/7 1,6 L | Pirelli |                 | BAH     | SAU     | AUS     | EMI     | MIA     | ESP     | MON     | AZE     | CAN     | GBR     | AUT     | FRA     | HON     | BEL     | P-B     | ITA     | SIN     | JAP     | USA     | MEX     | SAO     | ABU     | 55              | 6e         |
| 2022   | Alfa Romeo F1 Team ORLEN | Ferrari V6 turbo hybride Tipo 066/7 1,6 L | Pirelli | Zhou Guanyu     | 10e     | 11e     | 11e     | 15e     | Abd.    | Abd.    | 16e     | Abd.    | 8e      | Abd.    | 14e     | Abd.    | 13e     | 14e     | 16e     | 10e     | Abd.    | 16e     | 12e     | 13e     | 12e     | 12e     | 55              | 6e         |
| 2022   | Alfa Romeo F1 Team ORLEN | Ferrari V6 turbo hybride Tipo 066/7 1,6 L | Pirelli | Valtteri Bottas | 6e      | Abd.    | 8e      | 5e      | 7e      | 6e      | 9e      | 11e     | 7e      | Abd.    | 11e     | 14e     | 20e*    | Abd.    | Abd.    | 13e     | 11e     | 15e     | Abd.    | 10e     | 9e      | 15e     | 55              | 6e         |

Légende : ici 

* Le pilote n'a pas terminé la course mais est classé pour avoir parcouru 90 % de la distance.